# Bernhard Paus
Bernhard Cathrinus Paus (født 9. november 1910 i Kristiania, død 9. februar 1999 i Agadir) var en norsk læge, officer og stormester i Den Norske Frimurerorden fra 1969 til 1990.
Han blev cand.med. ved Det Kongelige Frederiks Universitet i 1936, specialist i generel kirurgi i 1946 og i ortopædisk kirurgi i 1953, og dr.med. i 1964. Han deltog som læge under Vinterkrigen i Finland 1939–1940, under krigen i Norge i 1940, og som chefkirurg ved det norske felthospital under Koreakrigen i 1951 (major) og 1953 (oberstløjtnant), og derefter som overlæge ved det skandinaviske hospital i Seoul fra 1958 til 1960. Fra 1951 til 1958 var han cheflæge i Forsvarets sanitet og formand i Norsk Militærmedisinsk Forening 1954–55. Han var administrerende overlæge ved Martina Hansens Hospital i Bærum fra 1964 til 1980 og præsident i Nordisk ortopedisk forening 1974–76. Han var også bestyrelsesformand for Statens Fysioterapiskole og bestyrelsesmedlem ved det skandinaviske hospital i Seoul, Martina Hansens Hospital og den internationale ortopediske forening.
Han var søn af Nikolai Nissen Paus og gift med Brita Lucie Collett, datter af brugsejer Axel Collett.

## Dekorationer/udmærkelser
- Ridder 1. klasse af Sankt Olavs Orden
- Ridder af Karl XIIIs orden
- Norges Røde Kors hederstegn
- Mannerheims frihetskors med sværd
- Deltagermedaljen
- FN-medaljen
- Bronze Star Medal (USA)
- Koreansk deltagermedalje
- Den norske Koreamedalje
- Order of Diplomatic Service Merit (Korea)
- Æresmedlem af Den Danske Frimurerorden[1]

## Udgivelser
- Treatment for tuberculosis of the spine : anti-tubercolosis drugs in conjunction with radical operation and short hospitalization with no enforced recumbency or immobilization (doktorgradsavhandling), Universitetsforlaget 1964